# Jean-Jacques Dessalines
Jean-Jacques Dessalines (haiti kreol nyelven: Janjak Desalin, Grande-Rivière-du-Nord, 1758. szeptember 20. – Port-au-Prince, 1806. október 17.) a haiti forradalom egyik vezére és a független Haiti első vezetője, 1804-től haláláig I. Jakab néven az ország császára.

## Ifjúsága
A haiti hagyomány szerint Dessalines Afrikában született és rabszolgakereskedők vitték a francia gyarmatra, Saint-Domingue-ra (a későbbi Haiti), ám a történészek szerint már a karibi szigeten látta meg a napvilágot rabszolga szülők gyermekeként. Szülei egy Grande-Rivière-du-Nord település melletti cukornádültetvényen dolgoztak, itt született Dessalines is Jean-Jacques Duclos néven (Duclos az ültetvény tulajdonosa volt és a korabeli szokás szerint magáról nevezte el a rabszolgáit). Két testvére volt, Louis és Joseph Duclos, akik később szintén a Dessalines nevet vették fel. Az ő fiaik később, az ország függetlenné válása és Dessalines császárrá kikiáltása után nemesi rangra emelkedtek. 
Dessalines (vagyis akkor még Duclos) 30 éves koráig rabszolgaként dolgozott Henry Duclos cukornádültetvényén és idővel a commandeur vagy előmunkási fokozatig vitte. Ezután egy Dessalines nevű szabad fekete vásárolta meg és Jean-Jacques felvette az ő családnevét, amit szabadulása után is megtartott. Három évet dolgozott nála, amíg ki nem tört 1791-ben a rabszolgafelkelés. 

## A forradalom

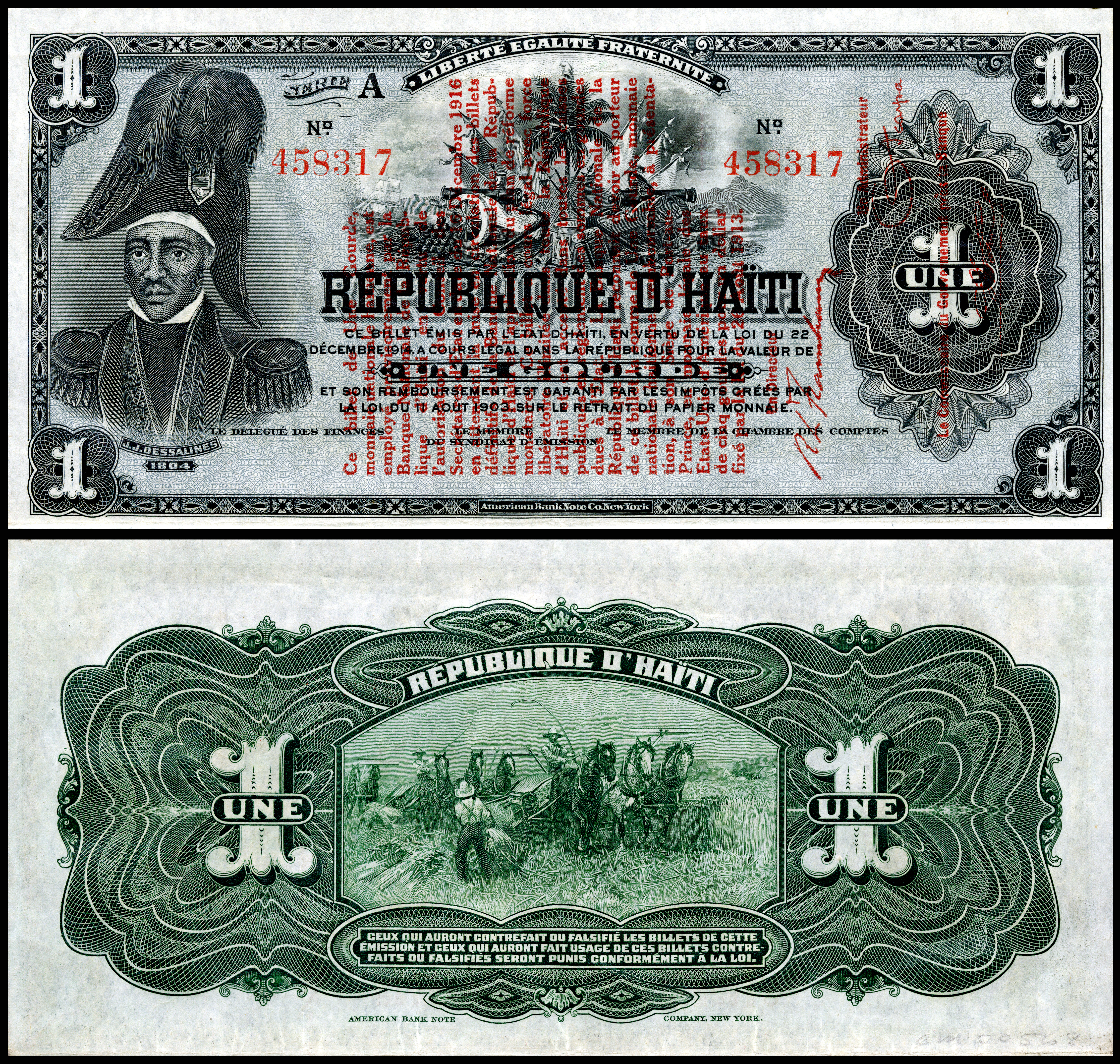
Dessalines haiti bankjegyen

Jean-Jacques Dessalines 1791-ben csatlakozott a Saint-Domingue északi sík vidékén kitört lázadáshoz, melyet Jean François Papillon és Georges Biassou vezetett. Ez volt az a felkelés amely kiszélesedve a haiti forradalommá vált. Dessalines hadnagyi rangot kapott Papillon seregében, és amikor 1793-ban a spanyolok hadat üzentek a forradalmi Franciaországnak, Papillonnal tartott mikor az átvonult Hispaniola spanyol részébe és felvételét kérte az ottani hadseregbe. 
Ekkor találkozott a sikeres katonai vezetővel, Toussaint Bréda-val (később Toussaint Louverture néven lett közismert), aki szintén rabszolgának született és spanyol színekben harcolt a francia gyarmati erők ellen. 1794-ben a forradalmi párizsi kormány eltörölte a rabszolgaságot, Toussaint pedig átállt a francia hadsereghez, amely a spanyolok és britek ellen küzdött. Dessalines követte őt, egyik alvezérévé vált és 1799-re már tábornoki kinevezést kapott. 
Dessalines sikeres katonai vezető volt, csapataival elfoglalta Jacmel, Petit-Goâve, Miragoâne és Anse-à-Veau városokat. 1801-ben ő verte le Louverture unokaöccsének, Moyse tábornoknak északi lázadását. Egyúttal hírhedtté is vált arról, hogy lemészároltatta a magát megadó ellenséget és egész falvakat égetett porig. 
A felszabadult rabszolgák serege kiszorította a spanyol és brit katonákat, Louverture pedig a sziget kormányzójává kiáltotta ki magát. Ő nem kívánt elszakadni Franciaországtól, autonómiát szeretett volna elérni a volt gyarmatnak és új alkotmány megírására adott parancsot. Párizsban eközben Napóleon vette át a hatalmat, aki a gazdasági érdekeket szem előtt tartva és az ültetvénytulajdonosok panaszainak hatására vissza akarta állítani a közvetlen francia fennhatóságot. Sógora, Charles Leclerc vezetésével csapatokat küldött Hispaniolára. Louverture és Dessalines harcba szálltak a francia megszállók ellen, és bár létszámban és fegyverzetben is hátrányban voltak, Dessalines nagy hírnévre tett szert, amikor Crête-à-Pierrot erődjénél ellent tudott állni nekik.
1802. március 4-én Leclerc 18 ezernyi katonája ostrom alá vette az erődöt, melyet Dessalines védett 1300 emberrel. Hogy bizonyítsa elszántságát, Dessalines fáklyát tartott egy nyitott lőporoshordó fölé és kijelentette, hogy maga robbantja fel az erődöt, ha a franciák betörnek. Húsz napig védték a kis erősséget, és közben súlyos veszteségeket okoztak a támadóknak. Végül, amikor fogytán volt az élelmük és a muníciójuk, áttörtek az ostromlókon és bevették magukat a hegyekbe. 
A franciák oldalán félvér gyarmati katonák is küzdöttek, akiket Alexandre Pétion és André Rigaud vezetett. Ők korábban részt vettek a felkelésben, de később fellázadtak Louverture ellen és kénytelenek voltak a sziget spanyol oldalára menekülni. Crête-à-Pierrot után Dessalines belátta, hogy hosszú távon nem tudnak ellenállni a francia hadseregnek, elárulta Louverture-t és csatlakozott Leclerchez. Louverture-t a franciák tárgyalni hívták, ám mikor megjelent letartóztatták és Európába szállítása után börtönében meghalt. 
1802 nyarán világossá vált, hogy Napóleon vissza akarja állítani a rabszolgaságot és októberben Dessalines és Pétion újból lázadást kezdeményezett Párizs ellen. Helyzetüket megkönnyítette, hogy a megszálló európaiak közül sokat elvitt a sárgaláz, maga Leclerc is ebbe a betegségbe halt bele. 
Leclerc utódja, Rochambeau vikomt brutális módszerekkel próbálta leverni a lázadást, ami egyesítette a faji alapon  megosztott felkelőket. Dessalines, a felkelés vezetője sorra nyerte a csatákat a betegségtől meggyengült európaiak ellen, míg végül 1803. november 18-án Vertières-nél döntő győzelmet aratott. A város erődjébe visszavonuló Rochambeau másnap békét kért. December 4-én Napóleon csapatai kivonultak a gyarmat területéről és a haiti forradalom véglegesen győzött. Ez volt a történelem egyetlen sikeres rabszolgalázadása, amely független állam kikiáltásával ért véget.

## Császársága

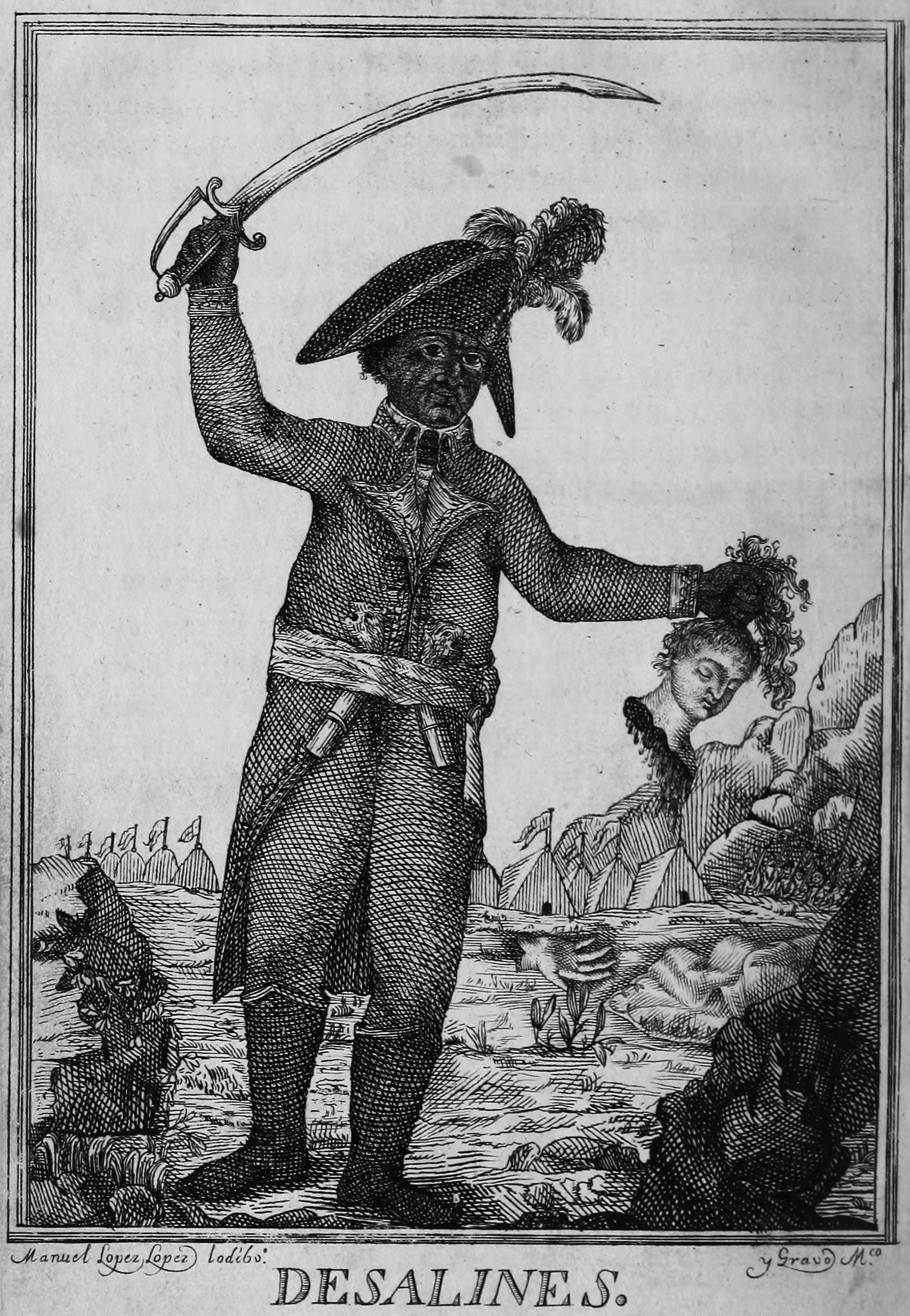
A császár a fehérek lemészárlása után (1806)

1804. január 1-én Dessalines Gonaïves városában kihirdette a volt gyarmat függetlenségét és Haiti (Hispaniola régi indián neve után) megalakulását. Önmagának élethosszig tartó kormányzói címet adott, de néhány hónappal később, 1804. szeptember 2-án kikiáltotta a Haiti Császárságot, melynek október 6-án Le Cap városában I. Jakab néven császárává koronázták (alig néhány hónapos eltéréssel lett Napóleon is Franciaország császárja, ezért valószínű, hogy e tekintetben a volt gyarmattartó példáját követte). 1805. május 20-án kibocsátotta az alkotmányt, melyben élethosszig tartó uralkodónak nyilvánították Dessalinest, aki maga nevezi meg örökösét. 
A volt rabszolga, aki három évtizedig gürcölt a cukornádültetvényeken, nem bízott a fehérekben és 1804 februárjában parancsot adott valamennyi fehér férfi meggyilkolására. Titkos utasítása szerint az akciót késekkel és bajonettekkel kellett végrehajtani, hogy a lövések ne riasszák fel a többi áldozatot. A francia férfiakat megölték, a nőket többnyire megerőszakolták (és végül őket is meggyilkolták), házaikat kifosztották. A mészárlásnak 3-5000 ember esett áldozatul. Dessalines az országot fekete köztársaságnak nyilvánította (melyben a félvérek is feketéknek minősültek) és az alkotmányban megtiltotta, hogy fehérek valaha is földbirtokot szerezzenek Haitin. Volt fekete gazdájával, akitől vezetéknevét is kapta, viszont jól bánt; császársága után házába fogadta és munkát adott neki.  
Az állam jövedelmeinek garantálására kényszermunkarendszert vezetett be. A fekete lakosságnak vagy katonai szolgálatot kellett teljesítenie, vagy a cukornádültetvényeken dolgoznia. A rendeletet szigorúan betartatta, annyira, hogy sokan már a rabszolgaság visszatértét emlegették. A megtermelt cukrot és kávét állami ellenőrzéssel adta el külföldre, elsősorban Angliának és az Egyesült Államoknak. Az így létrejött rendszer hivatalnoki székeit többségében félvérekkel volt kénytelen betölteni, akik a forradalom előtt is szabad polgárok voltak és megtanulhattak írni és olvasni.

## Halála
Dessalines rendszere sokakban elégedetlenséget keltett, beleértve a forradalom alvezéreit, Alexandre Pétiont és Henri Christophe-ot. Összeesküvést szőttek a császár megbuktatására és 1806. október 17-én a fővárostól északra, Pont Larnage-nál  (ma Pont-Rouge) meggyilkolták Dessalines-t. Halálának körülményei nem ismertek, egyes verziók szerint Pétion házában letartóztatták és közben akkora ütést kapott a fejére, hogy belehalt, mások szerint lesből lelőtték. Egyes források szerint tömeg lincselte meg: kétszer rálőttek, fejére kardcsapást kapott, végül három tőrszúrás érte. "A zsarnok meghalt!" kiabálták a gyilkosai, majd széttépték és szétvagdosták a testét, amit végül otthagytak a téren. Ma emlékmű áll azon a helyen. A nép nem akarta, hogy kellő tiszteletadással temessék el és végül egy alacsony sorból származó fekete nő, Défilée (Dédée Bazile) vitte el és temette el a császár holttestét. 
Bár kortársai gyűlölték önkényes vezetői stílusa miatt, a 20. század elejétől kezdve a haiti nacionalisták tisztelték, mint az állam megalapítóját. Róla kapta nevét Haiti himnusza, a Dessalinienne, valamint Dessalines városa.
Dessalines dédunokája az a Cincinnatus Leconte volt, aki 1911 és 1912 között betöltötte Haiti elnöki tisztét. 

### Fordítás
- Ez a szócikk részben vagy egészben  a   Jean-Jacques Dessalines című angol Wikipédia-szócikk ezen változatának fordításán alapul.  Az eredeti cikk szerkesztőit annak laptörténete sorolja fel. Ez a jelzés csupán a megfogalmazás eredetét és a szerzői jogokat jelzi, nem szolgál a cikkben szereplő információk forrásmegjelöléseként.